# Municipalità locale di Thembelihle
Thembelihle è una municipalità locale (in inglese Thembelihle Local Municipality) appartenente alla municipalità distrettuale di Pixley ka Seme della Provincia del Capo Settentrionale in Sudafrica. 
In base al censimento del 2001 la sua popolazione è di 13.987 abitanti.
La sede amministrativa e legislativa è la città di Hopetown e il suo territorio si estende su una superficie di 6.980 km² ed è suddiviso in 4 circoscrizioni elettorali (wards). Il suo codice di distretto è NC076.

## Geografia fisica

### Confini
La municipalità locale di Thembelihle confina a nord e a est con quella di Siyancuma, a est con quella di Letsemeng (Xhariep/Free State), a sud con quella di Renosterberg, a sud e a ovest con il District Management Areas NCDMA07 e a ovest con quella di Siyathemba.

### Città e comuni
- Deetlessville
- Hopetown
- Oraria
- Steynville
- Strydenburg

### Fiumi
- Orange
- Renostervleispruit